# Marien-Hospital Düsseldorf
Das Marien-Hospital Düsseldorf (Eigenschreibweise Marien Hospital Düsseldorf, kurz MHD) ist ein akademisches Lehrkrankenhaus im Düsseldorfer Stadtteil Pempelfort (Rochusstraße 2, 40479 Düsseldorf). Es gehört zum Verbund Katholischer Kliniken Düsseldorf (VKKD) und umfasst verschiedene Fachkliniken, in denen jährlich etwa 63.000 Patienten behandelt werden. Das Haus verfügte 2018 über 437 Betten und beschäftigt rund 850 Mitarbeiter. 

## Geschichte
Katholische Bürger der Stadt Düsseldorf gründeten 1864 einen Verein mit der Aufgabe, ein neues Krankenhaus mit dem Namen Marien-Hospital Düsseldorf zu errichten. Zwei Jahre später wurde ein Grundstück, der westlich an der Düssel gelegene Teil des Stockkamp-Guts, im Zentrum der Stadt angekauft und dort zum Bau des Hospitals eine Ziegelei angelegt. Der Architekt August Rincklake übernahm die Leitung des Baus des Marien-Hospitals Düsseldorf. Die Grundsteinlegung erfolgte im September 1867. Seine ersten Kranken erhielt es am 15. August 1870, obgleich es damals im Inneren noch nicht ganz fertiggestellt war. Die  Franziskanerinnen übernahmen die Krankenpflege in dem neuen Haus. Es waren Verwundete aus dem Deutsch-Französischen Krieg, von denen im Ganzen ca. 800 dort verpflegt worden sind. Die Fertigstellung erfolgte im Jahr 1872. Das Hauptgebäude, mit damaliger Anschrift Sternstraße 91, lag in einem 11 Morgen großen Garten und war im Stil der Neugotik ausgeführt. Am 1. Juni 1881 wurde die von den Architekten August Rincklake und Caspar Clemens Pickel erbaute Kapelle des Marien-Hospitals eingeweiht. Im Jahr 1888 löste sich der ursprüngliche Gründerverein des Marien-Hospitals Düsseldorf auf. Das Krankenhaus wurde 1895 von 180 auf 300 Betten erweitert. 1902 hatte das Hospital 350 Betten, die auf 24 Säle und 40 Zimmer verteilt waren. 1903 wurde Georg Rody zum Rektor berufen.
1945 war das Haus nach vielen Luftangriffen im Krieg stark zerstört. Es wurde jedoch direkt mit dem Wiederaufbau begonnen. In dieser Zeit erfolgte der Bau eines Schwesternwohnheims nach Plänen von Peter Dierichsweiler. 1953 fand die Wiederaufbauphase ein Ende. Der Vorstand beschloss 1959, ein neues Krankenhaus zu bauen.
1966 erfolgte die Grundsteinlegung für das neue Marien-Hospital Düsseldorf. Als Kunst am Bau nahm Helga Radener-Blaschke in jedem Foyer eines Stockwerks unterschiedliche Farbgestaltungen vor. Das fertige Krankenhaus mit 484 Betten wurde 1970 eingeweiht. 1979 wurde ein fortschrittliches neues Onkologisches Zentrum als interdisziplinäre Einrichtung aller an der Krebsversorgung beteiligten Kliniken eingerichtet. 1981 erfolgte die Fertigstellung des Ostflügels mit onkologischer Abteilung und Krankenpflegeschule. Zudem erfolgte die Anbindung als akademisches Lehrkrankenhaus an die Universität Düsseldorf.
150 Jahre nach seiner Gründung war das Marien-Hospital Düsseldorf als akademisches Lehrkrankenhaus mit 439 Betten ein anerkanntes Zentrum für Wissenschaft und Hochleistungsmedizin. Seit 2007 gehört das Marien Hospital Düsseldorf als Mitglied zur VKKD.
Bei einem Brand in der Klinik am 9. September 2019 kam ein Patient ums Leben, 19 Menschen wurden verletzt, sieben davon schwer. Von diesen befinden sich vier Menschen noch in Lebensgefahr.

## Struktur
Als Akademisches Lehrkrankenhaus der Heinrich-Heine-Universität Düsseldorf ist das Marien-Hospital Düsseldorf Zentrum medizinischer Wissenschaft und bietet Ausbildungsmöglichkeiten für Ärzte und Pflegepersonal. 
Es bestehen folgende Kliniken/Institute im Marien-Hospital Düsseldorf:
- Anästhesiologie und operative Intensivmedizin
- Augenheilkunde
- Gynäkologie und Geburtshilfe
- Innere Medizin und konservative Intensivmedizin
- Institut für Diagnostische und Interventionelle Radiologie
- Neurologie
- Onkologie und Hämatologie, Palliativmedizin
- Senologie und Brustchirurgie
- Strahlentherapie und Radiologische Onkologie
- Unfall- und Wiederherstellungschirurgie
- Urologie, Uro-Onkologie und Kinderurologie
- Viszeral-, Minimalinvasive und Onkologische Chirurgie

Es bestehen folgende Zentren im Marien-Hospital Düsseldorf:
- Brustzentrum
- Darmkrebszentrum
- Dialysezentrum
- Interdisziplinäre Notaufnahme
- Interdisziplinäres Wundzentrum
- Kontinenz- und Beckenbodenzentrum
- MyomZentrum
- OnkologieZentrum (OZ)
- ProstatatherapieZentrum
- SchlaganfallZentrum

## Verkehrsanbindung
Die Straßenbahnlinien 706 und 707 sowie die Buslinie 722 bedienen die Haltestelle Marienhospital. Außerdem halten die Busse der Linie 721 an der nahe gelegenen Haltestelle Prinz-Georg-Straße.